# NGC 1073
NGC 1073은 고래자리에 있는 나선 은하이다. M77의 위성 은하이다.